# Алзи
Алзи (фр. Alzi) насеље је и општина у Француској у региону Корзика, у департману Горња Корзика која припада префектури Кор.
По подацима из 2011. године у општини је живело 20 становника, а густина насељености је износила 7,3 становника/km². Општина се простире на површини од 2,74 km². Налази се на средњој надморској висини од 736 метара (максималној 1.616 m, а минималној 577 m).

## Демографија
| 1962. | 1968. | 1975. | 1982. | 1990. | 1999. | 2011. |
| ----- | ----- | ----- | ----- | ----- | ----- | ----- |
| 37    | 39    | 24    | 17    | 11    | 17    | 20    |

График промене броја становника у току последњих година